# Internationale Musikbibliothek
Die Internationale Musikbibliothek war eine zentrale Einrichtung des Verbands der Komponisten und Musikwissenschaftler der DDR. 
Sie besaß umfangreiche Notenbestände Osteuropäischer Musik sowie Bestand und Verleih nichtgedruckter Werke zeitgenössischer Komponisten der DDR. Insofern trat sie teilweise als Verlag zumeist auf Kommissionsbasis auf. Heute befinden sich Teile des Bestandes in verschiedenen Bibliotheken Brandenburgs und Sachsens, ein kleinerer Teil ging in der Nachwendezeit verloren oder wurde verstreut. Ein größerer Bestand sowie die Erforschung der Geschichte und zentrale Erfassung erfolgt durch das Europäische Zentrum der Künste Hellerau.

## Geschichte
Vorläufer der IMB war die 1946 auf Beschluss der Alliierten in Berlin gegründete „Interalliierte Musikbibliothek“. Sie diente der provisorischen Versorgung der Klangkörper beim Wiederaufbau des Berliner Musiklebens nach 1945 mit Notenmaterial. Nach der Berlinblockade 1948 wurde die Sammlung ausschließlich durch die Sowjetunion mit Musikalien, Aufführungsmaterialien und Literatur aus osteuropäischen Ländern versorgt. Außerdem öffnete sich die Bibliothek den Komponisten der DDR für die Vervielfältigung und den Verleih nichtgedruckter Werke. 1968 erfolgte die Unterstellung der IMB unter den Verband der Komponisten und Musikwissenschaftler der DDR. Mit den Jahren entwickelte sich die IMB zur größten Spezialbibliothek für ostdeutsche und osteuropäische Musik des 20. Jahrhunderts sowie einer zentralen Leihbibliothek für Orchestermaterial des Ostblocks mit einem Medienbestand von ca. 36.000 Bänden.
Nach der Auflösung des Komponistenverbandes und der Privatisierung des verbandseigenen Verlags Neue Musik kam die IMB zunächst an die Hochschulbibliothek der Berliner Hochschule für Musik „Hanns Eisler“. Ein Teil des Bestandes ging in der unmittelbaren Nachwendezeit verloren oder wurde verstreut. Der Hauptbestand konnte mit Hilfe des originalen Zettelkataloge provisorisch erschlossen werden. Als 1999 eigentumsrechtliche Probleme auftauchten, wurde der Bestand an den Verlag Neue Musik gleichsam rückgegeben. 2002 entschloss sich dieser, die Sammlung kostenlos abzugeben. Dadurch gelangte der größte Teil der IMB in den Besitz des Dresdner Zentrums für zeitgenössische Musik (DZzM) in Dresden und ein kleinerer Teil in den Besitz der Hochschule Lausitz Cottbus/Senftenberg. Nach Gründung des Europäischen Zentrums der Künste Hellerau wurde ein Teil des Bestandes an die Sächsische Landesbibliothek – Staats- und Universitätsbibliothek Dresden (SLUB) übergeben (ca. 8000 Medien).
Neben Drucken umfasste die Bibliothek große Bestände originalfotokopierten gebundenen Handschriftenmaterials in Bachformat, inklusive der zugehörigen 35-mm-Mikrofilme, das heute von der Herstellung her einen großen Wert darstellen dürfte, außerdem auch einen geringeren Bestand an Tonträgermaterial, Schallplatten, Tonbänder. Die Trennung des ehemaligen Bestandes von den Beständen des Komponistenverbandes und des Verlages Neue Musik ist nicht immer eindeutig und daher ist die Erforschung des Verbleibs oft schwierig.

## Heutiger Stand
Die Geschichte der IMB wird historisch und systematisch in der Bibliothek des Europäischen Zentrums der Künste Hellerau erforscht und der noch vorhandene Bestand erschlossen. Nach umfangreicher Restaurierung der Bestände nach Lagerschäden wird zunächst der Aufbau eines digitalen Gesamtverzeichnisses des ursprünglichen Bestandes der IMB erstellt und das vorhandene Orchesteraufführungsmaterial dem öffentlichen Verleih zur Verfügung gestellt.